# Mukaiyama-Hydratisierung
Die Mukaiyama-Hydratisierung ist eine organisch-chemische Reaktion, die von dem japanischen Chemiker Teruaki Mukaiyama (1927–2018) entdeckt wurde.

## Übersichtsreaktion
Bei der Mukaiyama-Hydratisierung wird formal ein Äquivalent Wasser an ein Alken addiert. Als Sauerstoffquelle für die entstehende Alkohol-Gruppe dient Luftsauerstoff, Wasserstoff wird vom Phenylsilan bereitgestellt. Dabei entsteht das Markownikow-Produkt. Als Katalysator für diese Reaktion dient Cobalt(II)acetylacetonat [Co(acac)2]:

## Mechanismus
Der Mechanismus der Mukaiyama-Hydratisierung ist nicht vollständig geklärt. Einen ersten Mechanismus publizierte Mukaiyama 1989. Dabei nimmt er an, dass aus Alken, Cobalt-Katalysator (CoL2), Sauerstoff und dem Phenylsilan (PhSiH3) als Wasserstoffquelle ein Cobalt-Peroxid-Addukt entsteht. Durch eine Transmetallierung entsteht ein Silylperoxid. Unter Katalyse der Cobaltverbindung wird die Sauerstoff-Sauerstoff-Bindung gespalten und der Alkohol entsteht:

## Varianten
Neben der Umsetzung von Alkenen existieren auch Protokolle zur Hydratisierung von α,β-ungesättigten Carbonylverbindungen. Sowohl die Variante nach Mukaiyama als auch die von Magnus nutzen einen Mangan-basierten Katalysator, in dem das Acetylacetonat gegen 2,2,6,6-Tetramethyl-3,5-heptandion (Dipivaloylmethan, dpm) ausgetauscht wurde. Während Mukaiyamas Arbeit sich hauptsächlich mit der Umsetzung von α,β-ungesättigten Benzylestern beschäftigt, gelingt es Magnus auch cyclische α,β-ungesättigte Ketoverbindungen zu hydratisieren:

## Anwendung
Die Mukaiyama-Hydratisierung findet in der Totalsynthese des Sesquiterpen (+)-Omphadiol Verwendung. Dabei wird im ersten Schritt der Synthese (R)-Carvon hydratisiert. Dabei fungiert iso-Propanol (i-PrOH) als Lösungsmittel.

## Kritik
Die Mukaiyama-Hydratisierung zählt aus der Perspektive der Atomökonomie zu den weniger effizienten Reaktionen, da neben dem Zielmolekül (Alkohol) erhebliche Abfallmengen in mindestens stöchiometrischen Anteilen entstehen. Deshalb beschränkt sich die Anwendung auf den Labormaßstab.